# Eubranchus misakiensis
Eubranchus misakiensis är en snäckart som beskrevs av Baba 1960. Eubranchus misakiensis ingår i släktet Eubranchus och familjen Eubranchidae. Inga underarter finns listade i Catalogue of Life.